# Regierung Simonet II
Die Regierung Simonet II war die sechste Regierung der Region Brüssel-Hauptstadt. Sie amtierte vom 18. Februar 2004 bis zum 18. Juli 2004.
Bei der Wahl 1995 traten Front démocratique des francophones (FDF) und die liberale Parti Réformateur Libéral (PRL) mit einer gemeinsamen Liste an und wurden mit 28 von 65 Sitzen stärkste französischsprachige Partei. Die Regierung wurde gebildet aus zwei französischen Listen PRL-FDF und Parti Socialiste (PS), sowie drei flämischen Parteien Christelijke Volkspartij (CVP), Socialistische Partij (SP) und Volksunie (VU). Charles Picqué, seit 1989 Ministerpräsident, blieb im Amt.
Nach der Wahl 1999 wurde erneut eine 5-Parteien-Koalition gebildet. Die Zusammensetzung blieb weitgehend gleich, bei den flämischen Parteien beteiligte sich statt der VU die Vlaamse Liberalen en Democraten (VLD). Charles Picqué wechselte als Regierungskommissar in die föderale Regierung Verhofstadt I, neuer Ministerpräsident wurde Jacques Simonet (PRL).
Nach dem Rücktritt von Simonet am 17. Oktober 2000, der Bürgermeister von Anderlecht wurde, übernahm François-Xavier de Donnea (PRL) das Amt des Ministerpräsidenten. de Donnea trat am 4. Juni 2003 zurück. Und wurde durch Daniel Ducarme (MR) ersetzt.
Am 12. Februar trat Ministerpräsident Ducarme zurück, nachdem in der Presse über hohe Steuerrückstände Ducarmes berichtet wurde. Neuer Ministerpräsident bis zum Ende der Legislaturperiode wurde erneut Jacques Simonet.
Nach der Wahl 2004 schied der liberale MR aus der Regierung aus, der Centre Démocrate Humaniste (cdH) und der grüne Ecolo traten der Regierung bei. Neuer Ministerpräsident wurde Charles Picqué (PS), der bereits von  1989 bis 1989 das Amt innehatte.

## Regierung
Die Regierung setzt sich aus fünf Ministern, einem sprachlich neutralen Ministerpräsidenten und je zwei französisch- bzw. flämischsprachigen Ministern zusammen. Dazu kommen drei Staatssekretäre, die im Gegensatz zu den Ministern Mitglieder des Parlaments sein müssen. Mindestens ein Staatssekretär muss der kleineren Sprachgruppe (der flämischen) angehören.
| Amt | Name             | Partei | Beginn der Amtszeit | Ende der Amtszeit |
| --- | ---------------- | ------ | ------------------- | ----------------- |
| Ministerpräsident zuständig für lokale Behörden, Raumordnung, Baudenkmäler und Kulturstätten, Stadterneuerung und wissenschaftliche Forschung | Jacques Simonet  | MR     | 18. Februar 2004    | 18. Juli 2004     |
| Minister für öffentliche Arbeiten, Verkehr, Brandbekämpfung und Notfallmedizin                                                                | Jos Chabert      | CD&V   | 18. Februar 2004    | 18. Juli 2004     |
| Minister für Beschäftigung, Wirtschaft, Energie und Wohnungsbau                                                                               | Éric Tomas       | PS     | 18. Februar 2004    | 18. Juli 2004     |
| Minister für Finanzen, Haushalt, den Öffentlichen Dienst und Außenbeziehungen                                                                 | Guy Vanhengel    | VLD    | 18. Februar 2004    | 18. Juli 2004     |
| Minister für Umwelt, Wasser, Naturschutz, öffentliche Sauberkeit und Außenhandel                                                              | Didier Gosuin    | MR     | 18. Februar 2004    | 18. Juli 2004     |
| Staatssekretär für Raumordnung, Stadterneuerung, Baudenkmäler und Kulturstätten sowie bezahlter Personenverkehr                               | Willem Draps     | MR     | 18. Februar 2004    | 18. Juli 2004     |
| Staatssekretär für Mobilität, den Öffentlichen Dienst, Brandbekämpfung und Notfallmedizin                                                     | Pascal Smet      | sp.a   | 18. Februar 2004    | 18. Juli 2004     |
| Staatssekretär für Wohnungsbau und Energie | Alain Hutchinson | PS     | 18. Februar 2004    | 18. Juli 2004     |

## Kollegium der französischen Gemeinschaftskommission
Dem Kollegium der französischen Gemeinschaftskommission gehören die französischsprachigen Mitglieder der Regierung an.
| Zuständigkeit | Name             | Partei | Beginn der Amtszeit | Ende der Amtszeit |
| --- | ---------------- | ------ | ------------------- | ----------------- |
| Vorsitzender, zuständig für Bildung, Umschulung und berufliche Weiterbildung, Schülertransport, Zusammenleben der lokalen Kommunen, die Beziehungen mit der französischen Gemeinschaft und Wallonien sowie internationale Beziehungen | Éric Tomas       | PS     | 18. Februar 2004    | 18. Juli 2004     |
| zuständig für den Öffentlichen Dienst | Jacques Simonet  | MR     | 18. Februar 2004    | 18. Juli 2004     |
| zuständig für Gesundheit, Kultur, Tourismus, Sport und Jugend | Didier Gosuin    | MR     | 18. Februar 2004    | 18. Juli 2004     |
| zuständig für Berufsbildung der Mittelstands und Behinderte | Willem Draps     | MR     | 18. Februar 2004    | 18. Juli 2004     |
| zuständig für Haushalt, Soziales und Familien | Alain Hutchinson | PS     | 18. Februar 2004    | 18. Juli 2004     |

## Kollegium der flämischen Gemeinschaftskommission
Dem Kollegium der flämischen Gemeinschaftskommission gehören die flämischensprachigen Mitglieder der Regierung an.
| Funktion     | Name          | Partei | Beginn der Amtszeit | Ende der Amtszeit |
| ------------ | ------------- | ------ | ------------------- | ----------------- |
| Vorsitzender | Pascal Smet   | sp.a   | 18. Februar 2004    | 18. Juli 2004     |
| Mitglied     | Jos Chabert   | CD&V   | 18. Februar 2004    | 18. Juli 2004     |
| Mitglied     | Guy Vanhengel | VLD    | 18. Februar 2004    | 18. Juli 2004     |

## Kollegium der gemeinsamen Gemeinschaftskommission
Dem Kollegium der gemeinsamen Gemeinschaftskommission gehören der Ministerpräsident und die vier Minister an.
| Zuständigkeit                                                               | Name            | Partei | Beginn der Amtszeit | Ende der Amtszeit |
| --------------------------------------------------------------------------- | --------------- | ------ | ------------------- | ----------------- |
| Vorsitzender                                                                | Jacques Simonet | MR     | 18. Februar 2004    | 18. Juli 2004     |
| gemeinsam zuständig für Gesundheit, Finanzen, Haushalt und Außenbeziehungen | Jos Chabert     | CD&V   | 18. Februar 2004    | 18. Juli 2004     |
| gemeinsam zuständig für Gesundheit, Finanzen, Haushalt und Außenbeziehungen | Didier Gosuin   | MR     | 18. Februar 2004    | 18. Juli 2004     |
| gemeinsam zuständig für Personenhilfe und den Öffentlichen Dienst           | Éric Tomas      | PS     | 18. Februar 2004    | 18. Juli 2004     |
| gemeinsam zuständig für Personenhilfe und den Öffentlichen Dienst           | Guy Vanhengel   | VLD    | 18. Februar 2004    | 18. Juli 2004     |